# Günther Ballhausen
Günther Ballhausen (* 21. Januar 1912 in Berlin; † 27. September 1992 in Frankfurt am Main) war ein deutscher Journalist und Theaterregisseur.

## Leben
Ballhausen studierte Jura, wandte sich danach aber dem Journalismus zu. Er war Mitarbeiter beim Ullstein Verlag und Praktikant bei der Deutschen Zeitung. Als Mitglied der Deutschen Liga für Menschenrechte wurde Ballhausen 1933 eingesperrt. Ab 1936 war er Sekretär der Redaktion des Deutschen Nachrichtenbüros.

## Flucht und Exil
1937 nutzte Ballhausen eine Ferienreise, um nach Brasilien zu flüchten.

„Ich wollte unbedingt aus Deutschland weg. Ich wusste auch, dass der Krieg kommen würde. Ich musste zum Militärkommando schreiben und sie um Erlaubnis bitten, das Land zu verlassen. Mit einem Nazi-Blatt unter dem Arm bin ich zu ihnen gekommen und habe ihnen gesagt, dass ich eine Studienreise nach Brasilien machen wollte, und zwar eine achtwöchige Reise. Ich bekam schließlich die Erlaubnis.“

Am Anfang arbeitete Ballhausen in Rio de Janeiro bei einer deutschen Zeitung, die schon auf Nazi-Linie eingeschwenkt war, der Deutschen Rio-Zeitung. 1941 wurde diese Zeitung aufgrund der Nationalisierungsgesetze eingestellt. Danach machte er alles Mögliche, hauptsächlich verkaufte er Bücher und Werbeanzeigen in den Büros des Stadtzentrums. Manchmal schrieb er Artikel für die brasilianische Zeitung O Globo. Wie viele andere auch, hatte er große Schwierigkeiten, sein Touristen-Visum in ein dauerhaftes Visum umwandeln zu lassen.

## Leistungen
Nach dem Krieg, im Jahr 1949, übernahm Ballhausen die Redaktion der Rio de Janeiro-Beilage der neu gegründeten Deutschen Nachrichten von São Paulo, genannt „Rio-Seite“. Ein Jahr später erfolgte der Bruch mit den Deutschen Nachrichten, wahrscheinlich aus politischen Gründen. Ballhausen ließ daraufhin die Beilage als „Rio-Seite“ registrieren. Im August 1952 wurde die Zeitung aufgrund des Mangels an Rotationspapier in eine monatliche Zeitschrift umgestellt, nachdem sie vorher halbwöchentlich und mit Unregelmäßigkeiten erschienen ist. Unter den Mitarbeitern befanden sich Frank Arnau, Richard Katz und Ernst Feder. Der Zeitung wurde mit Illustrationen, Fotos und Cartoons ein attraktives Erscheinungsbild gegeben. Nach Günter Ballhausen befindet sich der gesamte Bestand der Zeitung in der Nationalbibliothek von Rio de Janeiro. Ballhausen musste die Veröffentlichung der Zeitung aufgrund der hohen Kosten einstellen. 1960 kehrte er nach Deutschland zurück, wo er als internationaler Korrespondent der Zeitung O Globo und der Deutschen Zeitung von São Paulo und auch für die Frankfurter Rundschau arbeitete.